# Успение Богородично (Гари)
Вижте пояснителната страница за други значения на Успение Богородично.
„Успение на Пресвета Богородица“ или „Света Богородица“ (на македонска литературна норма: „Успение на Пресвета Богородица“, „Света Богородица“) е възрожденска църква в дебърското село Гари, Северна Македония. Църквата е част от Дебърско-Реканското архиерейско наместничество на Дебърско-Кичевската епархия на Македонската православна църква – Охридска архиепископия.
Изградена е в XIX век. Представлява голяма правоъгълна базилика. В 1866 година в църквата работят Дичо Зограф, синът му Аврам Дичов и ученикът му Петър Йованович. На иконостаса на църквата има икони на Дичо Зограф от периода 1857 - 1866 година.
Над южната врата отвътре има надпис:
| „ | Изволеніемъ оца и поспѣшеніемъ сна и сове(р)шеніемъ стагѡ дха воздвижесѧ ѿ основаніе сеи бжествени храмъ престыѧ оуспеніе, во лѣто ѿ Хрта 1856: со помощію Божію и со милованиемъ хртіѧномъ общо ижзивениемъ селскимъ. Исписасѧ во лѣто ѿ Хрта 1866 изъ руки Дичи живописца крьстевича ѿ село Тресанче и сынъ Аврамъ, и оученикъ Петре Іѡвановичъ во времѧ митрополита Гна Генадиѧ. Сохрани Гди храма сегѡ невредимо довѣка. | “ |

- Общ изглед на интериора
- Таванът, обновен от зограф Йордан Доневски в 1988 г.
- Иконостасът
- Стенописи